# Registre national des lieux historiques dans le comté d'Orange (Californie)

Location of Nevada County in California

This is a list of the National Register of Historic Places listings in Nevada County, California.

Localisation du comté d'Orange en Californie

Ceci est la liste des lieux historiques inscrits sur le registre national dans le comté d'Orange en Californie.
C'est censé être une liste exhaustive des propriétés et des districts des lieux historiques du registre national dans le comté d'Orange, en Californie. Les coordonnées de latitude et longitude sont fournies pour la plupart des propriétés et les districts du registre national ; ces localisations peuvent être aperçus sur Google Map.
Il y a 124 propriétés et districts répertoriés sur le registre national dans le comté, dont deux monuments historiques nationaux.

## Liste actuelle
| Position | ID        | Type | Nom                                                                                            | Localisation | Ville                        | Date d'inscription | Image | Coordonnées                          | Description                                                                                         |
| -------- | --------- | ---- | ---------------------------------------------------------------------------------------------- | --- | ---------------------------- | ------------------ | ----- | ------------------------------------ | --------------------------------------------------------------------------------------------------- |
| 1        | 81000163  | NRHP | Lewis Ainsworth House (en)                                                                     | 414 E. Chapman Ave. | Orange                       | 13 mars 1981       |       | 33° 47′ 17″ nord, 117° 50′ 56″ ouest | |
| 2        | 15000379  | NRHP | Anaheim Orange and Lemon Association Packing House (en)                                        | 440 S. Anaheim Blvd. | Anaheim                      | 7 juillet 2015     |       | 33° 49′ 53″ nord, 117° 54′ 44″ ouest | |
| 3        | 94000364  | NRHP | Artz Building                                                                                  | 150-158 W. Main St. | Tustin                       | 18 avril 1994      |       | 33° 44′ 29″ nord, 117° 49′ 43″ ouest | |
| 4        | 80000826  | NRHP | Ferdinand Backs House (en)                                                                     | 225 N. Claudina St. | Anaheim                      | 14 octobre 1980    |       | 33° 50′ 15″ nord, 117° 54′ 46″ ouest | |
| 5        | 86000730  | NRHP | Balboa Inn (en)                                                                                | 105 Main St. | Newport Beach                | 11 avril 1986      |       | 33° 36′ 05″ nord, 117° 53′ 56″ ouest | |
| 6        | 84000914  | NRHP | Balboa Pavilion (en)                                                                           | 400 Main St. | Balboa (en)                  | 17 mai 1984        |       | 33° 36′ 10″ nord, 117° 53′ 52″ ouest | |
| 7        | 86001903  | NRHP | Bank of Balboa-Bank of America                                                                 | 611 E. Balboa Blvd. | Newport Beach                | 24 juillet 1986    |       | 33° 36′ 07″ nord, 117° 53′ 59″ ouest | |
| 8        | 100000620 | NRHP | Beckman Instruments Inc. Administration Building                                               | 4300 N. Harbor Blvd. | Fullerton                    | 31 janvier 2017    |       | 33° 55′ 22″ nord, 117° 55′ 57″ ouest | |
| 9        | 96001537  | NRHP | Bixby-Bryant Ranch House                                                                       | 5700 Susanna Bryant Dr. | Yorba Linda                  | 16 janvier 1997    |       | 33° 52′ 30″ nord, 117° 42′ 28″ ouest | |
| 10       | 78000730  | NRHP | A. S. Bradford House (en)                                                                      | 136 Palm Circle | Placentia                    | 3 octobre 1978     |       | 33° 53′ 18″ nord, 117° 51′ 49″ ouest | |
| 11       | 84000917  | HD   | Brea City Hall and Park (en)                                                                   | 401 S. Brea Blvd. | Brea                         | 24 mai 1984        |       | 33° 54′ 51″ nord, 117° 54′ 05″ ouest | |
| 12       | 82002223  | NRHP | Builders Exchange Building (en)                                                                | 202-208 N. Main St. | Santa Ana                    | 29 avril 1982      |       | 33° 44′ 47″ nord, 117° 52′ 01″ ouest | |
| 13       | 79000511  | NRHP | Carnegie Library (en)                                                                          | 241 S. Anaheim Blvd. | Anaheim                      | 22 octobre 1979    |       | 33° 50′ 00″ nord, 117° 54′ 45″ ouest | |
| 14       | 90001484  | NRHP | Casa de Esperanza                                                                              | 31806 El Camino Real | Santa Ana                    | 1er octobre 1990   |       | 33° 30′ 04″ nord, 117° 39′ 38″ ouest | |
| 15       | 91001900  | NRHP | Casa Romantica (en)                                                                            | 415 Avenida Granada | San Clemente                 | 27 décembre 1991   |       | 33° 25′ 16″ nord, 117° 37′ 13″ ouest | |
| 16       | 83001212  | NRHP | Chapman Building                                                                               | 110 E. Wilshire Ave. | Fullerton                    | 22 septembre 1983  |       | 33° 52′ 20″ nord, 117° 55′ 23″ ouest | |
| 17       | 93000300  | NRHP | Christ College Site                                                                            | Northeastern corner of the Concordia University (formerly Christ College, from which the name is derived) campus, off University Dr. | Irvine                       | 16 avril 1993      |       | 33° 39′ 24″ nord, 117° 48′ 27″ ouest | |
| 18       | 76000506  | NRHP | Dr. George C. Clark House                                                                      | California State University campus                                                                                                   | Fullerton                    | 12 décembre 1976   |       | 33° 53′ 14″ nord, 117° 52′ 59″ ouest | |
| 19       | 02000801  | NRHP | Joel R. Congdon House                                                                          | 32701 Alipaz St. | Santa Ana                    | 22 juillet 2002    |       | 33° 29′ 19″ nord, 117° 40′ 23″ ouest | Actuellement Le centre de l'écologie (en).                                                          |
| 20       | 79000514  | HD   | Crystal Cove Historic District (en)                                                            | Northwest of Laguna Beach | Laguna Beach                 | 15 juin 1979       |       | 33° 34′ 29″ nord, 117° 50′ 26″ ouest | |
| 21       | 86000458  | NRHP | C. Z. Culver House (en)                                                                        | 205 E. Palmyra | Orange                       | 20 mars 1986       |       | 33° 47′ 04″ nord, 117° 51′ 03″ ouest | |
| 22       | 15000380  | NRHP | Cypress Street Schoolhouse (en)                                                                | 544 N. Cypress St. | Orange                       | 7 juillet 2015     |       | 33° 47′ 47″ nord, 117° 51′ 23″ ouest | |
| 23       | 08001406  | NRHP | Dewella Apartments                                                                             | 234-236 E. Wilshire Ave. | Fullerton                    | 2 février 2009     |       | 33° 52′ 21″ nord, 117° 55′ 14″ ouest | |
| 24       | 84000438  | HD   | Downtown Santa Ana Historic Districts (North, Government/Institutional and South, Retail) (en) | Roughly bounded by Civic Center Dr., First, Ross, and Spurgeon Sts.                                                                  | Santa Ana                    | 19 décembre 1984   |       | 33° 44′ 54″ nord, 117° 52′ 05″ ouest | |
| 25       | 83001213  | NRHP | Oscar Easley Block (en)                                                                        | 101 El Camino Real | San Clemente                 | 17 février 1983    |       | 33° 25′ 40″ nord, 117° 36′ 42″ ouest | |
| 26       | 01000682  | NRHP | Ebell Society of Santa Ana Valley                                                              | 625 N. French St. | Santa Ana                    | 2 juillet 2001     |       | 33° 45′ 03″ nord, 117° 51′ 49″ ouest | |
| 27       | 100000460 | NRHP | Richard Egan House (en)                                                                        | 31829 Camino Capistrano | Santa Ana                    | 17 janvier 2017    |       | 33° 30′ 02″ nord, 117° 39′ 45″ ouest | |
| 28       | 83001214  | NRHP | Elephant Packing House (en)                                                                    | 201 W. Truslow Ave. | Fullerton                    | 21 septembre 1983  |       | 33° 52′ 03″ nord, 117° 55′ 32″ ouest | |
| 29       | 88000557  | NRHP | Esslinger Building (en)                                                                        | 31866 Camino Capistrano | Santa Ana                    | 16 mai 1988        |       | 33° 30′ 00″ nord, 117° 39′ 40″ ouest | |
| 30       | 72000243  | NRHP | Fairview Indian Site                                                                           | Adresse restreinte | Costa Mesa                   | 27 juin 1972       |       |                                      | |
| 31       | 94000360  | NRHP | Farmers and Merchants Bank of Fullerton                                                        | 122 N. Harbor Blvd. | Fullerton                    | 19 avril 1994      |       | 33° 52′ 16″ nord, 117° 55′ 24″ ouest | |
| 32       | 13000511  | NRHP | Fender's Radio Service                                                                         | 107 S. Harbor Blvd. | Fullerton                    | 23 juillet 2013    |       | 33° 52′ 12″ nord, 117° 55′ 28″ ouest | Magasin de réparation radio de Leo Fender                                                           |
| 33       | 96000327  | NRHP | First Baptist Church of Orange (en)                                                            | 192 S. Orange St. | Orange                       | 28 mars 1996       |       | 33° 47′ 11″ nord, 117° 51′ 05″ ouest | |
| 34       | 86002405  | NRHP | Frank A. Forster House (en)                                                                    | 27182 Ortega Hwy. | Santa Ana                    | 11 septembre 1986  |       | 33° 30′ 09″ nord, 117° 39′ 19″ ouest | |
| 35       | 06000948  | HD   | Fox Fullerton Theatre Complex (en)                                                             | 500-512 N. Harbor Blvd. | Fullerton                    | 25 octobre 2006    |       | 33° 52′ 34″ nord, 117° 55′ 26″ ouest | |
| 36       | 77000319  | NRHP | Frances Packing House (en)                                                                     | Northeast of Irvine | Irvine                       | 2 août 1977        |       | 33° 42′ 39″ nord, 117° 45′ 48″ ouest | Ce bâtiment a été démoli.                                                                           |
| 37       | 99000551  | HD   | French Park Historic District                                                                  | Roughly bounded by N. Bush, E. Washington, and N. Garfield Sts., and Civic Center Dr. E.                                             | Santa Ana                    | 12 mai 1999        |       | 33° 45′ 12″ nord, 117° 51′ 47″ ouest | |
| 38       | 03000424  | NRHP | Fullerton City Hall (en)                                                                       | 237 W. Commonwealth Ave. | Fullerton                    | 22 mai 2003        |       | 33° 52′ 21″ nord, 117° 55′ 46″ ouest | |
| 39       | 01000076  | NRHP | Fullerton First Methodist Episcopal Church (en)                                                | 117 N. Pomona Ave. | Fullerton                    | 13 février 2001    |       | 33° 52′ 17″ nord, 117° 55′ 18″ ouest | |
| 40       | 02000383  | NRHP | Fullerton Odd Fellows Temple (en)                                                              | 112 E. Commonwealth Ave. | Fullerton                    | 26 avril 2002      |       | 33° 52′ 13″ nord, 117° 55′ 25″ ouest | |
| 41       | 12000549  | NRHP | Fullerton Post Office (en)                                                                     | 202 E. Commonwealth Ave. | Fullerton                    | date=2012-8-28     |       | 33° 52′ 13″ nord, 117° 55′ 18″ ouest | |
| 42       | 83003551  | NRHP | Dépôt de l'Union Pacific de Fullerton                                                          | 100 E. Santa Fe Ave. | Fullerton                    | 12 octobre 1983    |       | 33° 52′ 09″ nord, 117° 55′ 22″ ouest | |
| 43       | 04001136  | NRHP | Goldschmidt House (en)                                                                         | 243 Avenida La Cuesta | San Clemente                 | 14 octobre 2004    |       | 33° 26′ 03″ nord, 117° 36′ 37″ ouest | |
| 44       | 02000151  | NRHP | Greystone Villa-Cabin 18 (en)                                                                  | Sievers Canyon, Trabuco Ranger District                                                                                              | Forêt nationale de Cleveland | 15 mars 2002       |       | 33° 35′ 25″ nord, 117° 30′ 15″ ouest | |
| 45       | 13000473  | NRHP | George Hansen House                                                                            | 400B N. West St. | Anaheim                      | 10 juillet 2013    |       | 33° 50′ 11″ nord, 117° 55′ 41″ ouest | |
| 46       | 85002764  | NRHP | Harmon-McNeil House                                                                            | 322 E. Chestnut St. | Santa Ana                    | 7 novembre 1985    |       | 33° 44′ 32″ nord, 117° 51′ 48″ ouest | |
| 47       | 79000515  | NRHP | Harrison House                                                                                 | 27832 Ortega Hwy. | Santa Ana                    | 21 août 1979       |       | 33° 30′ 34″ nord, 117° 38′ 42″ ouest | |
| 48       | 86003668  | NRHP | Helme-Worthy Store and Residence (en)                                                          | 513-519 Walnut St. and 128 Sixth St.                                                                                                 | Huntington Beach             | 31 mars 1987       |       | 33° 39′ 32″ nord, 118° 00′ 06″ ouest | |
| 49       | 93000597  | NRHP | Hetebrink House (en)                                                                           | 515 E. Chapman | Fullerton                    | 1er juillet 1993   |       | 33° 52′ 32″ nord, 117° 54′ 50″ ouest | |
| 50       | 100001605 | NRHP | David Hewes House                                                                              | 350 S. B St. | Tustin                       | 18 septembre 2017  |       | 33° 44′ 33″ nord, 117° 49′ 34″ ouest | |
| 51       | 04000812  | HD   | Hillcrest Park (en)                                                                            | 200 Brea Blvd. | Fullerton                    | 11 août 2004       |       | 33° 52′ 58″ nord, 117° 55′ 14″ ouest | |
| 52       | 89001149  | NRHP | Hotel San Clemente                                                                             | 114 Avenida Del Mar | San Clemente                 | 31 août 1989       |       | 33° 25′ 37″ nord, 117° 36′ 46″ ouest | |
| 53       | 77000320  | NRHP | Howe-Waffle House and Carriage House (en)                                                      | Sycamore and Civic Center Dr. | Santa Ana                    | 13 avril 1977      |       | 33° 45′ 02″ nord, 117° 51′ 56″ ouest | |
| 54       | 94001499  | NRHP | Huntington Beach Elementary School Gymnasium and Plunge                                        | 1600 Palm Ave. | Huntington Beach             | 29 décembre 1994   |       | 33° 40′ 10″ nord, 118° 00′ 18″ ouest | |
| 55       | 89001203  | HD   | Huntington Beach Municipal Pier (en)                                                           | Main St. and Pacific Coast Highway                                                                                                   | Huntington Beach             | 24 août 1989       |       | 33° 39′ 12″ nord, 118° 00′ 17″ ouest | |
| 56       | 13000157  | NRHP | Huntington Beach Public Library on Triangle Park (en)                                          | 525 Main St. | Huntington Beach             | 16 avril 2013      |       | 33° 39′ 44″ nord, 117° 59′ 57″ ouest | |
| 57       | 86000068  | NRHP | Irvine Bean and Growers Association Building (en)                                              | 14972 Sand Canyon Ave. | Irvine                       | 13 janvier 1986    |       | 33° 40′ 29″ nord, 117° 45′ 25″ ouest | |
| 58       | 86000452  | NRHP | Irvine Blacksmith Shop (en)                                                                    | 14952 Sand Canyon Ave. | Irvine                       | 20 mars 1986       |       | 33° 40′ 34″ nord, 117° 45′ 29″ ouest | |
| 59       | 83001215  | NRHP | Irvine Park (en)                                                                               | 21401 Chapman Ave. | Orange                       | 7 avril 1983       |       | 33° 47′ 43″ nord, 117° 44′ 54″ ouest | |
| 60       | 75000449  | HD   | George Key Ranch (en)                                                                          | 625 Bastanchury Rd. | Placentia                    | 21 avril 1975      |       | 33° 53′ 49″ nord, 117° 52′ 03″ ouest | |
| 61       | 15000123  | NRHP | Lydia D. Killefer School (en)                                                                  | 541 N. Lemon St. | Orange                       | 7 avril 2015       |       | 33° 47′ 46″ nord, 117° 51′ 18″ ouest | |
| 62       | 83001217  | NRHP | Samuel Kraemer Building (American Savings Bank/First National Bank) (en)                       | 76 S. Claudina St | Anaheim                      | 16 juin 1983       |       | 33° 50′ 09″ nord, 117° 54′ 46″ ouest | |
| 63       | 85001326  | HD   | Kroger-Melrose Historic District (ceb)                                                         | Roughly bounded by Lincoln Ave., S. Kroger, W. Broadway and S. Philadelphia                                                          | Anaheim                      | 19 juin 1985       |       | 33° 50′ 06″ nord, 117° 54′ 29″ ouest | |
| 64       | 75000451  | NRHP | Lighter-than-Air Ship Hangars (en)                                                             | Valencia and Redhill Aves. | Tustin                       | 3 avril 1975       |       | 33° 42′ 13″ nord, 117° 49′ 23″ ouest | |
| 65       | 83001216  | HD   | Los Rios Street Historic District (en)                                                         | 31600-31921 Los Rios St. | Santa Ana                    | 4 avril 1983       |       | 33° 30′ 06″ nord, 117° 39′ 49″ ouest | |
| 66       | 74000545  | NRHP | Lovell Beach House (en)                                                                        | 1242 W. Ocean Front | Newport Beach                | 5 février 1974     |       | 33° 36′ 21″ nord, 117° 55′ 04″ ouest | |
| 67       | 84000922  | NRHP | Mariona                                                                                        | 2529 S. Coast Hwy. | Laguna Beach                 | 29 mars 1984       |       | 33° 31′ 25″ nord, 117° 45′ 53″ ouest | |
| 68       | 95000355  | NRHP | Masonic Temple (en)                                                                            | 501 N. Harbor Blvd. | Fullerton                    | 31 mars 1995       |       | 33° 52′ 27″ nord, 117° 55′ 25″ ouest | |
| 69       | 86000783  | NRHP | Melrose-Backs Neighborhood Houses                                                              | 226 and 228 E. Adele and 303, 307, 317, 321 N. Philadelphia                                                                          | Anaheim                      | 3 avril 1986       |       | 33° 50′ 19″ nord, 117° 54′ 40″ ouest | |
| 70       | 80000830  | NRHP | George W. Minter House                                                                         | 322 W. 3rd St. | Santa Ana                    | 9 juin 1980        |       | 33° 44′ 49″ nord, 117° 52′ 12″ ouest | |
| 71       | 71000170  | NRHP | Mission San Juan Capistrano                                                                    | Camino Capistrano and Ortega Hwy. | Santa Ana                    | 3 septembre 1971   |       | 33° 30′ 10″ nord, 117° 39′ 42″ ouest | |
| 72       | 72000244  | NHL  | Modjeska House (en)                                                                            | Modjeska Canyon Rd. | canyon de Modjeska (en)      | 11 décembre 1972   |       | 33° 43′ 05″ nord, 117° 37′ 26″ ouest | |
| 73       | 75000450  | NRHP | Montanez Adobe                                                                                 | 31745 Los Rios St. | Santa Ana                    | 21 avril 1975      |       | 33° 30′ 06″ nord, 117° 39′ 49″ ouest | |
| 74       | 80000829  | NRHP | Muckenthaler House (en)                                                                        | 1201 W. Malvern Ave. | Fullerton                    | 31 mai 1980        |       | 33° 52′ 33″ nord, 117° 56′ 35″ ouest | |
| 75       | 85003374  | NRHP | Newland House (en)                                                                             | 19820 Beach Blvd. | Huntington Beach             | 24 octobre 1985    |       | 33° 40′ 35″ nord, 117° 59′ 14″ ouest | |
| 76       | 71000171  | NHL  | Richard Nixon Birthplace (en)                                                                  | 18061 Yorba Linda Blvd. | Yorba Linda                  | 17 décembre 1971   |       | 33° 53′ 21″ nord, 117° 46′ 33″ ouest | |
| 77       | 83001218  | NRHP | Odd Fellows Hall (en)                                                                          | 309-311 N. Main St. | Santa Ana                    | 18 août 1983       |       | 33° 44′ 51″ nord, 117° 51′ 59″ ouest | |
| 78       | 80000827  | NRHP | Old Backs House                                                                                | 215 N. Claudina St. | Anaheim                      | 14 octobre 1980    |       | 33° 50′ 21″ nord, 117° 54′ 49″ ouest | |
| 79       | 97000617  | HD   | Old Towne Orange Historic District (en)                                                        | Roughly bounded by Walnut Ave., Waverly St., W.O. Hart Park, La Veta Ave., Clark St., and Atchison Topeka Railroad Track             | Orange                       | 11 juillet 1997    |       | 33° 47′ 02″ nord, 117° 51′ 02″ ouest | |
| 80       | 93001038  | NRHP | Olive Civic Center                                                                             | 3030 N. Magnolia Ave. | Orange                       | 7 octobre 1993     |       | 33° 50′ 21″ nord, 117° 50′ 35″ ouest | |
| 81       | 77000321  | NRHP | Orange County Courthouse                                                                       | 211 W. Santa Ana Blvd. | Santa Ana                    | 29 août 1977       |       | 33° 45′ 01″ nord, 117° 52′ 09″ ouest | |
| 82       | 93000282  | NRHP | Orange Intermediate School-Central Grammar School                                              | 370 N. Glassell St. | Orange                       | 13 avril 1993      |       | 33° 47′ 35″ nord, 117° 51′ 10″ ouest | |
| 83       | 75000448  | NRHP | Orange Union High School (en)                                                                  | 333 N. Glassell St. | Orange                       | 14 avril 1975      |       | 33° 47′ 32″ nord, 117° 51′ 05″ ouest | |
| 84       | 79000517  | NRHP | Pacific Electric Railway Company Depot                                                         | 18132 Imperial Hwy. | Yorba Linda                  | 25 octobre 1979    |       | 33° 53′ 28″ nord, 117° 48′ 58″ ouest | |
| 85       | 83001219  | NRHP | Pacific Electric Sub-Station No. 14 (en)                                                       | 802 E. 5th St. | Santa Ana                    | 22 septembre 1983  |       | 33° 44′ 55″ nord, 117° 51′ 44″ ouest | |
| 86       | 89000975  | NRHP | Parker House                                                                                   | 163 S. Cypress St. | Orange                       | 10 août 1989       |       | 33° 47′ 12″ nord, 117° 51′ 22″ ouest | |
| 87       | 78000731  | NRHP | Miguel Parra Adobe                                                                             | 27832 Ortega Hwy. | Santa Ana                    | 11 septembre 1978  |       | 33° 30′ 35″ nord, 117° 38′ 42″ ouest | |
| 88       | 79000513  | NRHP | Pickwick Hotel (en)                                                                            | 225 S. Anaheim Blvd. | Anaheim                      | 31 décembre 1979   |       | 33° 50′ 03″ nord, 117° 54′ 47″ ouest | |
| 89       | 93000907  | NRHP | Attlio and Jane Pierotti House                                                                 | 1731 N. Bradford Ave. | Fullerton                    | 2 septembre 1993   |       | 33° 53′ 12″ nord, 117° 51′ 57″ ouest | |
| 90       | 82002221  | HD   | Plaza Historic District (ceb)                                                                  | Roughly bounded by Maple and Almond Aves., Orange and Olive Sts.                                                                     | Orange                       | 19 mars 1982       |       | 33° 47′ 16″ nord, 117° 51′ 08″ ouest | |
| 91       | 78000729  | NRHP | The Plaza (en)                                                                                 | Chapman Ave. and Glassell St. | Orange                       | 20 décembre 1978   |       | 33° 47′ 16″ nord, 117° 51′ 08″ ouest | |
| 92       | 93001019  | NRHP | Louis Plummer Auditorium (en)                                                                  | 201 E. Chapman Ave. | Fullerton                    | 30 septembre 1993  |       | 33° 52′ 28″ nord, 117° 55′ 09″ ouest | |
| 93       | 100001891 | NRHP | Pomona Court and Apartments                                                                    | 314-320 N Pomona & 200-204 E Whiting Aves.                                                                                           | Fullerton                    | 14 décembre 2017   |       | 33° 52′ 24″ nord, 117° 55′ 19″ ouest | |
| 94       | 94000818  | NRHP | Porter-French House                                                                            | 248 S. Batavia St. | Orange                       | 5 août 1994        |       | 33° 47′ 06″ nord, 117° 51′ 41″ ouest | |
| 95       | 83001220  | NRHP | Rankin Building (en)                                                                           | 117 W. 4th St. | Santa Ana                    | 24 février 1983    |       | 33° 44′ 53″ nord, 117° 52′ 03″ ouest | |
| 96       | 81000164  | NRHP | San Clemente Beach Club                                                                        | Avenida Boca De La Playa | San Clemente                 | 9 avril 1981       |       | 33° 25′ 55″ nord, 117° 37′ 51″ ouest | |
| 97       | 82000975  | NRHP | Santa Ana City Hall (en)                                                                       | 217 N. Main St. | Santa Ana                    | 10 novembre 1982   |       | 33° 44′ 49″ nord, 117° 51′ 59″ ouest | |
| 98       | 86001549  | NRHP | Santa Ana Fire Station Headquarters No. 1 (en)                                                 | 1322 N. Sycamore St. | Santa Ana                    | 10 juillet 1986    |       | 33° 45′ 23″ nord, 117° 52′ 05″ ouest | |
| 99       | 91002031  | NRHP | Dépôt de passagers et de fret de Santa Fe                                                      | 140 E. Santa Fe Ave. | Fullerton                    | 5 février 1992     |       | 33° 52′ 08″ nord, 117° 55′ 16″ ouest | |
| 100      | 82000976  | NRHP | Santora Building (en)                                                                          | 207 N. Broadway | Santa Ana                    | 27 décembre 1982   |       | 33° 44′ 47″ nord, 117° 52′ 08″ ouest | |
| 101      | 83001221  | NRHP | Seal Beach City Hall                                                                           | 201 8th St. | Seal Beach                   | 11 août 1983       |       | 33° 44′ 31″ nord, 118° 06′ 20″ ouest | |
| 102      | 76000505  | NRHP | Jose Serrano Adobe (en)                                                                        | 21802 Serrano Rd. | El Toro                      | 24 mai 1976        |       | 33° 38′ 49″ nord, 117° 41′ 20″ ouest | |
| 103      | 83001222  | NRHP | Smith and Clark Brothers Ranch and Grounds                                                     | 18922 Santiago Blvd. | Villa Park                   | 22 septembre 1983  |       | 33° 48′ 51″ nord, 117° 48′ 02″ ouest | |
| 104      | 78000732  | NRHP | Smith-Tuthill Funeral Parlors                                                                  | 518 N. Broadway | Santa Ana                    | 19 mai 1978        |       | 33° 44′ 58″ nord, 117° 52′ 09″ ouest | |
| 105      | 83001223  | NRHP | Southern Counties Gas Co.                                                                      | 207 W. 2nd St. | Santa Ana                    | 28 juillet 1983    |       | 33° 44′ 48″ nord, 117° 52′ 06″ ouest | |
| 106      | 79000516  | NRHP | Spurgeon Block (en)                                                                            | 206 W. 4th St | Santa Ana                    | 31 août 1979       |       | 33° 44′ 51″ nord, 117° 52′ 06″ ouest | |
| 107      | 88000978  | NRHP | St. Francis by-the-Sea American Catholic Church (en)                                           | 430 Park Ave. | Laguna Beach                 | 30 juin 1988       |       | 33° 32′ 31″ nord, 117° 46′ 55″ ouest | |
| 108      | 91001520  | NRHP | St. John's Lutheran Church (en)                                                                | 185 S. Center St. | Orange                       | 16 octobre 1991    |       | 33° 47′ 10″ nord, 117° 50′ 56″ ouest | |
| 109      | 04000017  | NRHP | St. Michael's Episcopal Church (en)                                                            | 311 West South St. | Anaheim                      | 11 février 2004    |       | 33° 49′ 36″ nord, 117° 54′ 47″ ouest | |
| 110      | 80000828  | NRHP | Phillip Ackley Stanton House (en)                                                              | 2200 W. Sequoia Ave. | Anaheim                      | 21 novembre 1980   |       | 33° 50′ 38″ nord, 117° 57′ 33″ ouest | Maison construite en 1929, sur le terrain qui est actuellement la Fairmont Preparatory Academy (en) |
| 111      | 84000926  | NRHP | Sherman Stevens House                                                                          | 228 W. Main St. | Tustin                       | 5 janvier 1984     |       | 33° 44′ 30″ nord, 117° 49′ 30″ ouest | |
| 112      | 09000823  | NRHP | Carl Stroschein House                                                                          | 31682 El Camino Real | Santa Ana                    | 14 octobre 2009    |       | 33° 30′ 10″ nord, 117° 39′ 42″ ouest | |
| 113      | 82000977  | NRHP | Truxaw-Gervais House                                                                           | 887 S. Anaheim Blvd. | Anaheim                      | 29 octobre 1982    |       | 33° 49′ 25″ nord, 117° 54′ 34″ ouest | |
| 114      | 85000134  | NRHP | US Post Office Station-Spurgeon Station                                                        | 605 Bush St. | Santa Ana                    | 11 janvier 1985    |       | 33° 45′ 05″ nord, 117° 51′ 56″ ouest | partie du bureau de poste des États-Unis en Californie de 1900 à 1941                               |
| 115      | 02001725  | NRHP | Villa Park School                                                                              | 10551 Center Dr. | Villa Park                   | 27 mars 2003       |       | 33° 48′ 30″ nord, 117° 48′ 49″ ouest | |
| 116      | 91000337  | NRHP | VIRGINIA (sloop)                                                                               | Dana Point Youth & Group Facility, W. basin, Dana Point Harbor                                                                       | Dana Point                   | 2 avril 1991       |       | 33° 27′ 42″ nord, 117° 42′ 10″ ouest | |
| 117      | 82002224  | NRHP | Walkers Orange County Theater                                                                  | 308 N. Main St. | Santa Ana                    | 19 février 1982    |       | 33° 44′ 51″ nord, 117° 52′ 01″ ouest | |
| 118      | 11000431  | NRHP | WILD GOOSE (yacht) (en)                                                                        | 2431 West Coast Hwy. | Newport Beach                | 19 juillet 2011    |       | 33° 37′ 09″ nord, 117° 55′ 19″ ouest | |
| 119      | 06001237  | NRHP | Roger Y. Williams House (en)                                                                   | 29991 Camino Capistrano | Santa Ana                    | 10 janvier 2007    |       | 33° 31′ 43″ nord, 117° 40′ 19″ ouest | |
| 120      | 13000474  | NRHP | John Woelke House (en)                                                                         | 400B N. West St. | Anaheim                      | 8 juillet 2013     |       | 33° 50′ 11″ nord, 117° 55′ 41″ ouest | |
| 121      | 82000978  | NRHP | George L. Wright House                                                                         | 831 N. Minter St. | Santa Ana                    | 12 novembre 1982   |       | 33° 45′ 10″ nord, 117° 51′ 46″ ouest | |
| 122      | 82002222  | NRHP | Domingo Yorba Adobe and Casa Manuel Garcia                                                     | 31781 Camino Capistrano | Santa Ana                    | 4 février 1982     |       | 33° 30′ 01″ nord, 117° 39′ 44″ ouest | |
| 123      | 86000107  | NRHP | Yost Theater-Ritz Hotel (en)                                                                   | 301-307 N. Spurgeon St. | Santa Ana                    | 23 janvier 1986    |       | 33° 44′ 50″ nord, 117° 51′ 52″ ouest | |
| 124      | 93000237  | NRHP | Young Men's Christian Association-Santa Ana-Tustin Chapter                                     | 205 W. Civic Center Dr. | Santa Ana                    | 25 mars 1993       |       | 33° 45′ 05″ nord, 117° 52′ 05″ ouest | |

## Anciennement dans le registre
| Position | ID       | Type          | Nom            | Localisation         | Ville   | Date d'inscription | Image | Coordonnées | Description |
| -------- | -------- | ------------- | -------------- | -------------------- | ------- | ------------------ | ----- | ----------- | ----------- |
| 1        | 79000512 | NRHP-delisted | Kraemer Garage | 252 N. Anaheim Blvd. | Anaheim | 1979               |       |             |             |